# La Lastrilla
La Lastrilla és un municipi de la província de Segòvia, a la comunitat autònoma de Castella i Lleó. Limita amb Espirdo (al nord), Trescasas (al nord-est), Palazuelos de Eresma (a l'est i sud-est), Segòvia (al sud) i Bernuy de Porreros (a l'oest).

## Demografia
| 1900  | 1920  | 1940  | 1960  | 1970  | 1981  | 1991  | 2000 |  |
| ----- | ----- | ----- | ----- | ----- | ----- | ----- | ---- |  |
| 213   | 234   | 263   | 308   | 289   | 267   | 834   | 1176 |  |
| 2001  | 2002  | 2003  | 2004  | 2005  | 2006  | 2007  |      |  |
| 1.814 | 1.916 | 2.103 | 2.249 | 2.456 | 2.649 | 2.829 |      |  |

## Administració
| Període      | Nom de l'alcalde/-essa | Partit polític | Data de possessió |
| ------------ | ---------------------- | -------------- | ----------------- |
| 1979 - 1983  |                        |                | 19/04/1979        |
| 1983 - 1987  |                        |                | 28/05/1983        |
| 1987 - 1991  | Julio Boal García      | PP             | 30/06/1987        |
| 1991 - 1995  | Julio Boal García      | PP             | 15/06/1991        |
| 1995 - 1999  | Julio Boal García      | PP             | 17/06/1995        |
| 1999 - 2003  | Julio Boal García      | PP             | 03/07/1999        |
| 2003 - 2007  | Vicente Calle Enebral  | PP             | 14/06/2003        |
| 2007 - 2011  | Vicente Calle Enebral  | PP             | 16/06/2007        |
| 2011 - 2015  | n/d                    | n/d            | 11/06/2011        |
| 2015 - 2019  | n/d                    | n/d            | 13/06/2015        |
| 2019 - 2023  | n/d                    | n/d            | 15/06/2019        |
| Des del 2023 | n/d                    | n/d            | 17/06/2023        |